# یواس‌اس موندا (سی‌وی‌ئی-۱۰۴)
یواس‌اس موندا (سی‌وی‌ئی-۱۰۴) (به انگلیسی: USS Munda (CVE-104)) یک کشتی بود که طول آن ۵۱۲ فوت ۳ اینچ (۱۵۶٫۱۳ متر) بود. این کشتی در سال ۱۹۴۴ ساخته شد.